# Wanda Klaff
Wanda Klaff (Gdansk, 6 de março de 1922 – Gdansk, 4 de julho de 1946) foi uma guarda de campos de concentração nazistas. Klaff nasceu em Danzig, filha de pais alemães com o nome Wanda Kalacinski. Ela foi executada por crimes de guerra.

## Carreira na SS: prisão, julgamento e execução
Em 1944, Klaff juntou-se a equipe no subcampo de  Stutthof em Praust (Pruszcz), onde ela praticou abusos contra muitos dos prisioneiros. Em 5 de outubro de 1944, ela chegou ao subcampo de Russoschin, em Stutthof (atual norte da Polônia).
Ela fugiu do campo no início de 1945, mas em 11 de junho daquele ano, ela foi detida por oficiais poloneses e logo em seguida mandada à prisão, já atingida pela febre tifoide. Submetida a julgamento com outras guardas, diz-se que teria declarado durante o julgamento: "Sou muito inteligente e muito devotada ao meu trabalho nos campos. Eu golpeava pelo menos dois prisioneiros por dia." Ela foi condenada à morte. Ela foi enforcada em público em 4de julho de 1946, em Biskupia Górka, próximo a Gdańsk, aos 24 anos de idade.